# Kanton Montluçon-1
Der Kanton Montluçon-1 ist ein französischer Wahlkreis im Département Allier in der Region Auvergne-Rhône-Alpes. Er umfasst drei Gemeinden und den Nordteil der Gemeinde Montluçon im Arrondissement Montluçon. Durch die landesweite Neuordnung der französischen Kantone wurde er 2015 neu geschaffen. Er ersetzt die alten Kantone Domérat-Montluçon-Nord-Ouest und Montluçon-Nord-Est.

## Gemeinden
Der Kanton besteht aus vier Gemeinden und Gemeindeteilen mit insgesamt 15.632 Einwohnern (Stand: 1. Januar 2022) auf einer Gesamtfläche von 78,32 km²:
| Gemeinde           | Einwohner 1. Januar 2022 | Fläche km² | Dichte Einw./km² | Code INSEE | Postleitzahl |
| ------------------ | ------------------------ | ---------- | ---------------- | ---------- | ------------ |
| Domérat            | 8.665                    | 35,54      | 244              | 03101      | 03410        |
| Montluçon          | 3.725                    | 1,46       | 2.551            | 03185      | 03100        |
| Saint-Victor       | 2.078                    | 23,22      | 89               | 03262      | 03410        |
| Vaux               | 1.164                    | 18,10      | 64               | 03301      | 03190        |
| Kanton Montluçon-1 | 15.632                   | 78,32      | 200              | 0309       | –            |

1. ↑   Nur der nordwestliche Teil der Gemeinde, der Rest verteilt sich auf die Kantone Montluçon-2, Montluçon-3 und Montluçon-4.

## Politik
| Vertreter im Départementsrat | Vertreter im Départementsrat | Vertreter im Départementsrat |
| Amtszeit                     | Namen                        | Partei                       |
| ---------------------------- | ---------------------------- | ---------------------------- |
| 2015–2021                    | Pascale Lescurat Marc Malbet | PS                           |
| 2021–                        | Pascale Lescurat Marc Malbet | PS                           |